# Ivaniš Dragišić
Ivaniš Dragišić (fallecido antes del 22 de agosto de 1446) fue un duque bosnio de la Casa de Hrvatinić. Tenía propiedades en las župas de Sana, Banjica y Glaž en la tierra de Donji Kraji.

## Biografía
Ivaniš era hijo de Dragiša Hrvatinić, uno de los cuatro hijos de Vukac Hrvatinić. Su tío era el duque Hrvoje Vukčić Hrvatinić. Vukac también tuvo otros hijos como Vuk y Vojislav. Dragiša aparece por última vez en fuentes históricas en 1401. Ivaniš Dragišić es mencionado como uno de los testigos en la carta de Juraj Vojsalić, hijo de Vojislav Vukčić Hrvatinić, fechada el 12 de agosto de 1434. Con esta carta, Juraj confirmó a los Radivojević todos los territorios que poseían y los puso bajo la protección de Fra Juan. Juraj era el hermano del tío de Ivaniš. Los hijos de Ivaniš poseían: Ključ, perteneciente a la župa de Banjica; la ciudad de Glaž , perteneciente a la župa de Glaž; las ciudades de Mrin y Kijevac, pertenecientes a la župa de Sana; una aldea perteneciente a la ciudad de Gradiška; y dos aldeas, pertenecientes a la župa de Uskoplje. Se supone que Ivaniš se apoderó de estos territorios y que sus hijos los heredaron como herencia indivisible. Ivaniš Dragišić fue fiel a la Iglesia católica. Esto se evidencia por los nombres cristianos de sus hijos (Pavle, Marko, Juraj/Đurađ), así como por la existencia de una iglesia católica de San Nicolás en Glaž.
El duque Ivaniš murió antes del 22 de agosto de 1446. Entonces el rey bosnio Esteban Tomás confirmó a los hijos de Ivaniš, Pavle, Marko y Juraj, la fortaleza de Ključ con 60 aldeas en las župas de Mrin, Banjica, Glaž y Uskoplje.